# Înghețată de mochi
Înghețata de mochi este un preparat dulce făcut din mochi japonez (orez lipicios pisat) umplut cu înghețată. Aceasta a fost inventată de femeia de afaceri și activista japonezo-americană Frances Hashimoto.

## Descriere
Înghețata de mochi este un preparat mic, sferic, constând dintr-o gălușcă moale din orez (mochi) care are ca umplutură înghețată. Înghețata oferă aromă preparatului, în timp ce mochi adaugă dulceață și textură. Aromele tradiționale de înghețată sunt vanilie, ciocolată și căpșuni. Pe lângă acestea trei, pot fi găsite variante cu multe alte arome, precum cafea Kona, vin de prune, ceai verde sau fasole roșie. Pasta de mochi poate fi la rândul ei aromată pentru a îmbunătăți aroma întregului produs. Atunci când acest fel este preparat, pasta de mochi este tapetată cu amidon de cartofi sau de porumb pentru a împiedica lipirea sa în timpul manipulării.

## Istoric
Preparatele japoneze daifuku și manjū sunt predecesori ai înghețatei mochi, fiind adesea umplute cu fasole adzuki. Din cauza temperaturii scăzute și consistenței pastei de mochi și a înghețatei, ambele ingrediente trebuie să fie modificate. Acest lucru are scopul de a obține vâscozitatea necesară, care trebuie să rămână constantă indiferent de modificările de temperatură.
Un predecesor timpuriu al acestui desert a fost inițial produs de Lotte, sub numele de Yukimi Daifuku, în 1981. Compania a creat produsul inițial folosind amidon de orez în loc de orez lipicios și lapte de orez în loc de înghețată adevărată.
Frances Hashimoto, fostul președinte și CEO al Mikawaya, este considerată inventatoarea înghețatei de mochi. Soțul lui Hashimoto, Joel Friedman, a conceput ideea de a lua mici sfere de înghețată și de a le înveli într-un mochi tradițional japonez. Frances Hashimoto a dus ideea soțului ei mai departe, inventând astfel această fuziune care este acum populară atât în Japonia, cât și în restul lumii. Hashimoto a produs înghețata de mochi cu șapte arome diferite.
Mikawaya a început producția de înghețată mochi în Statele Unite în 1993. A fost nevoie de peste un deceniu de cercetare și dezvoltare pentru ca procesul inițial să evolueze în procesul de producție în masă utilizat astăzi, în special din cauza interacțiunilor complexe dintre ingrediente. Au existat multe încercări nereușite până când s-a ajuns la o variantă de succes în care pasta delicată de mochi a putut fi așezată peste înghețată fără ca aceasta din urmă să se topească. Friedman a explicat că pentru a putea produce înghețata industrial au colaborat cu o multitudine de experți, având cunoștințe de la construcții la microbiologie, pentru a crea o hală de producție de ultimă generație.
Mikawaya a lansat înghețata de mochi în Hawaii în 1994. Desertul congelat a fost atât de popular, încât a ajuns să dețină 15% din piața dulciurilor congelate după numai patru luni.